# Parafia św. Józefa w Breniu
Parafia pw. św. Józefa Oblubieńca w Breniu – parafia rzymskokatolicka, należąca do dekanatu Drawno, archidiecezji szczecińsko-kamieńskiej, metropolii szczecińsko-kamieńskiej. W parafii posługują księża diecezjalni. Według stanu na wrzesień 2018 proboszczem parafii był ks. Leszek Filipek. 

## Miejsca święte

### Kościół parafialny
Kościół pw. św. Józefa Oblubieńca Najświętszej Maryi Panny w Breniu

### Kościoły filialne i kaplice
- Kościół pw. Matki Bożej Królowej Korony Polskiej w Klasztornem[1]
- Kościół pw. św. Antoniego z Padwy w Łasku[1]